# Informationsdidaktik
Informationsdidaktik ist ein Teilbereich der Didaktik, in welchem der Stellenwert der Beschaffenheit von Information für die Konzept- und Modellbildung des Vermittelns und Lernens in den unterschiedlichen Zusammenhängen von Informationsverarbeitungs- und Wissenvermittlungsprozessen forschend untersucht wird. Untersuchungsgegenstand ist jedoch nicht nur der Stellenwert der Beschaffenheit von Information, sondern auch die Form von Information und die soziale Situiertheit von Informationsprozessen. Diesem Untersuchungsanspruch liegt ein Forschungskonzept zugrunde, das der informationswissenschaftlichen Forschung zugeordnet werden kann.

## Begriffsbestimmungen, nähere begriffliche Eingrenzungen
Informationsdidaktik analysiert Informationsrecherche und -verarbeitung, Wissensentwicklung und Wissenskommunikation im sozialwissenschaftlich reflektierten Rahmen der unterschiedlichen Wissenskulturen und im pädagogischen Rahmen der jeweiligen Wissensvermittlungsprozesse sowie der hierfür zuständigen Akteure und Institutionen. Sie trägt zur Differenzierung fachspezifischer Inhalte unter dem Gesichtspunkt der Erweiterung des Wissens über den Informationsprozess bei. Dazu entwickeln Forscher und Berufspraktiker für die Informationsdidaktik unter diesem Fokus didaktische Modelle und Vermittlungsmethoden auf der Basis von bereits Bestehendem weiter. Anhand der Informationsdidaktik wird im vorangehend beschriebenen Sinne schließlich evaluiert, inwiefern eine Deckungsgleichheit zwischen Lernziel und Lernerfolg besteht. Mit den zentralen Arbeitsschwerpunkten der Analyse der formalen Beschaffenheit von Information und der Situiertheit von Informationsprozessen im inter- und transdisziplinären Kontext liegt ein Erkenntnisinteresse der Informationsdidaktik in der Entwicklung einer Systematik von Information, also der Entwicklung einer planmäßigen Einordnung von Information in abstrakte Klassen.
Die Informationsdidaktik ist eine „im Werden“ begriffene Wissenschaftsdisziplin.